# Agua extraterrestre
El agua  extraterrestre es considerado uno de los requisitos previos clave para la vida tal como la conocemos y, por lo tanto, se supone que es esencial para la vida extraterrestre.
Aunque muchos cuerpos celestes en el sistema solar tienen una hidrósfera, la Tierra es el único conocido que tiene cuerpos estables de agua en su superficie, con agua oceánica cubriendo el 71 % de su superficie. La presencia de agua se mantiene por la presión atmosférica de la Tierra y la órbita estable en la zona de habitabilidad del Sol, sin embargo, el origen del agua de la Tierra sigue siendo incierto.
Los principales métodos utilizados actualmente para la confirmación de la existencia de agua son la espectroscopia de absorción y la geoquímica. Estas técnicas han demostrado su eficacia para el vapor de agua atmosférico y el hielo. Sin embargo, utilizando los métodos actuales de espectroscopia astronómica, es sustancialmente más difícil detectar agua en otros planetas, especialmente en el caso del agua subterránea. Debido a esto, los astrónomos, astrobiólogos y científicos planetarios utilizan la zona habitable, la teoría gravitacional y de mareas, modelos de diferenciación planetaria y radiometría para determinar el potencial de agua. El agua observada en la actividad volcánica puede proporcionar evidencia indirecta más convincente, al igual que las características fluviales y la presencia de agentes anticongelantes, como sales o amoníaco.
Usando tales métodos, muchos científicos infieren que el agua alguna vez cubrió grandes áreas de Marte y Venus. Se cree que existe agua debajo de la superficie de algunos cuerpos planetarios, similar al agua subterránea en la Tierra. El vapor de agua a veces se considera evidencia concluyente de la presencia de agua, aunque se puede encontrar que existe vapor de agua atmosférico en muchos lugares donde el agua no existe. Sin embargo, evidencia indirecta similar respalda la existencia de líquidos debajo de la superficie de varias lunas y planetas enanos en otras partes del sistema solar. Se especula que algunos son grandes "océanos" extraterrestres. Se cree que el agua es común en otros sistemas planetarios, a pesar de la falta de evidencia concluyente, y hay una lista creciente de candidatos extrasolares donde habría agua. En junio de 2020, los científicos de la NASA informaron que es probable que los exoplanetas con océanos sean comunes en la Vía Láctea, de acuerdo a los modelos matemáticos.

## Agua en el sistema solar
En diciembre de 2015, el agua confirmada en el sistema solar fuera de la Tierra era de 25 a 50 veces el volumen del agua de la Tierra (1300 millones de km 3), es decir, alrededor de 3,25-6,5 × 1010 km3 (32,5 a 65 000 millones de km3) y 3,25-6,5 × 1019 toneladas (32,5 a 65 000 millones de toneladas) de agua.

### Marte

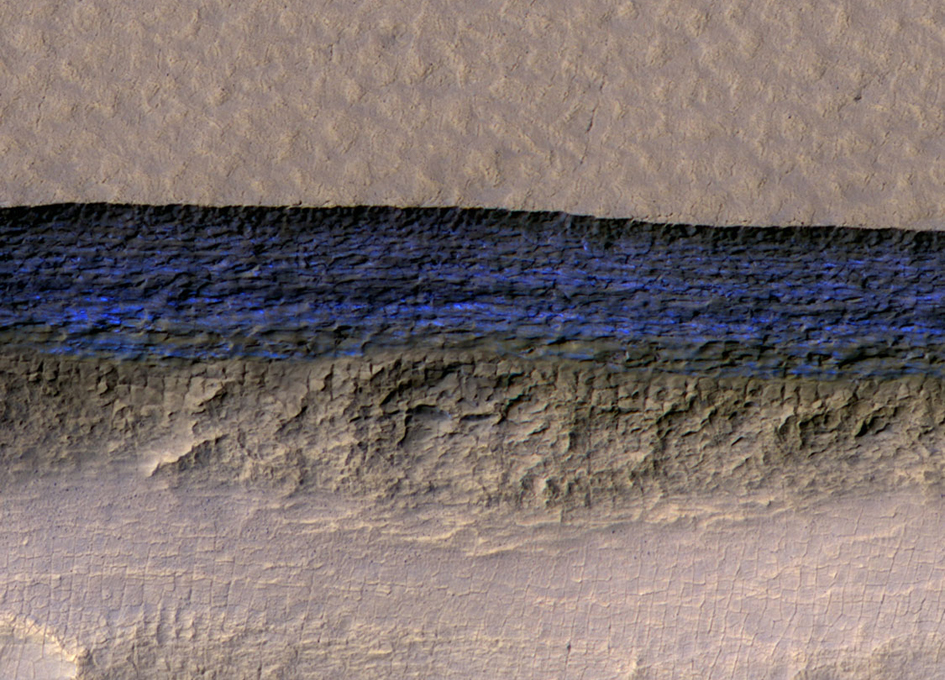
Una sección transversal del hielo subterráneo de Marte está expuesta en la pendiente empinada que aparece de color azul brillante en esta vista en color mejorada del MRO. La escena tiene unos 500 metros de ancho. La escarpa cae unos 128 metros desde el nivel del suelo en el tercio superior de la imagen.

La hipótesis del océano de Marte sugiere que casi un tercio de la superficie del planeta alguna vez estuvo cubierta por agua, aunque el agua de Marte ya no es oceánica, ya que se encuentra en los casquetes polares.
En 2004, el rover Opportunity de la NASA detectó el mineral jarosita. Este se forma solo en presencia de agua ácida, lo que demuestra que alguna vez existió agua en Marte. El rover Spirit encontró depósitos concentrados de sílice en 2007 que indicaban condiciones húmedas en el pasado, y en diciembre de 2011,  Opportunity encontró en la superficie yeso mineral, que también se forma en presencia de agua.   Se estima que la cantidad de agua en el manto superior de Marte, representada por iones de hidróxido contenidos en los minerales marcianos, es igual o mayor que la de la Tierra, entre 50 y 300 partes por millón de agua, que sería suficiente para cubrir toda la superficie del planeta a una profundidad de 200-1000 metros (218,7-1093,6 yd).
El 18 de marzo de 2013, la NASA informó que instrumentos en el rover Curiosity habían encontrado evidencia de hidratación mineral, probablemente sulfato de calcio hidratado, en varias muestras de roca, incluidos los fragmentos rotos de las rocas "Tintina" y "Sutton Inlier", así como en vetas y nódulos en otras como "Knorr" y "Wernicke". El análisis utilizando el instrumento DAN del rover proporcionó evidencia de agua subterránea, con un contenido de agua de hasta un 4 % hasta una profundidad de 60 centímetros (23,6 plg), durante la travesía del rover desde el sitio de aterrizaje de Bradbury hasta el área de la bahía de Yellowknife en el terreno de Glenelg. En septiembre de 2015, la NASA anunció que había encontrado una fuerte evidencia de flujos de salmuera hidratada en el líneas de pendiente recurrentes, según las lecturas del espectrómetro de las áreas oscurecidas de las pendientes. Estas rayas fluyen cuesta abajo en el verano marciano, cuando la temperatura está por encima de los -23 °C, y se congelan a temperaturas más bajas. Estas observaciones respaldaron hipótesis anteriores, basadas en el momento de la formación y su tasa de crecimiento, de que estas rayas oscuras eran el resultado del agua que fluía justo debajo de la superficie. Trabajos posteriores, sin embargo, sugirieron que las líneas pueden ser flujos granulares secos en su lugar, con un papel limitado para el agua en la iniciación del proceso. Una conclusión definitiva sobre la presencia, el alcance y el papel del agua en la superficie marciana sigue siendo difícil de alcanzar.
El agua en Marte existe hoy casi exclusivamente como hielo, con una pequeña cantidad presente en la atmósfera como vapor. Algo de agua puede ocurrir transitoriamente en la superficie marciana hoy, pero solo bajo ciertas condiciones. No existen grandes masas de agua estancada porque la presión atmosférica en la superficie promedia solo 600 pascales (0,087 psi), aproximadamente el 0,6 % de la presión media del nivel del mar en la Tierra, y porque la temperatura media global es demasiado baja (210 K (−63 °C)), lo que conduce a una rápida evaporación o congelación.
En noviembre de 2016, la NASA informó haber encontrado una gran cantidad de hielo subterráneo en la región de Utopía Planitia. Se ha estimado que el volumen de agua detectado es equivalente al del lago Superior (que es de 12 100 km3). Durante las observaciones de 2018 a 2021, el ExoMars Trace Gas Orbiter detectó indicios de agua, probablemente hielo bajo la superficie, en el sistema de cañones Valles Marineris.
En julio de 2018, científicos de la Agencia Espacial Italiana informaron de la detección de un lago subglacial en Marte, 1,5 kilómetros (0,9 mi) debajo de la capa de hielo del polo sur, que se extiende 20 kilómetros (12,4 mi) horizontalmente, la primera evidencia de un cuerpo estable de agua en el planeta. Debido a que la temperatura en la base del casquete polar se estima en 205 Kelvin (−68,2 °C), los científicos asumen que el agua puede permanecer líquida debido al efecto anticongelante de los percloratos de magnesio y calcio. La capa de hielo de 1,5 km que cubre el lago está compuesta de hielo de agua con una mezcla de 10 - 20 % de polvo y cubierta estacionalmente por una capa de hielo de CO2 de 1 m.
El Río Tinto en Huelva ha ganado interés científico recientemente debido a la presencia de bacterias anaerobias extremófilas que habitan en el agua ácida. Las rocas del subsuelo en el lecho del río contienen minerales de hierro y sulfuro de los que se alimentan las bacterias. Las condiciones extremas en el río son similares a las del planeta Marte. Los científicos también han comparado directamente la química del agua en la que se depositaron en el pasado las rocas de Marte de Meridiani Planum con la del Río Tinto.

### Europa
Europa, una luna de Júpiter, tiene la superficie más lisa de cualquier objeto sólido conocido en el sistema solar. La aparente juventud y la suavidad de la superficie han llevado a la hipótesis de que existe un océano de agua debajo de la superficie, que posiblemente podría albergar vida extraterrestre. El modelo predominante sugiere que el calor de la flexión de las mareas hace que el océano permanezca líquido e impulsa el movimiento del hielo de forma similar a la tectónica de placas, absorbiendo sustancias químicas de la superficie hacia el océano que se encuentra debajo. La sal marina de un océano subterráneo puede estar cubriendo algunas características geológicas de Europa, lo que sugiere que el océano está interactuando con el fondo del mar. Esto puede ser importante para determinar si Europa podría ser habitable. l telescopio espacial Hubble detectó columnas de vapor de agua similares a las observadas en la luna Encélado de Saturno, que se cree que son causadas por géiseres en erupción. En mayo de 2018, los astrónomos proporcionaron pruebas de la actividad de la columna de agua en Europa, basándose en un análisis actualizado de los datos obtenidos de la sonda espacial Galileo, que orbitó Júpiter entre 1995 y 2003. Tal actividad de pluma podría ayudar a los investigadores en la búsqueda de vida en el océano subterráneo de Europa sin tener que aterrizar allí.
El consenso de los científicos es que existe una capa de agua debajo de la superficie de Europa y que el calor de la flexión de las mareas permite que el océano subterráneo permanezca líquido. Se estima que la corteza exterior de hielo sólido es de aproximadamente 10 a 30 km (6–19 mi) de espesor, incluida una capa dúctil de "hielo cálido", lo que podría significar que el océano debajo puede tener alrededor de 100 km (60 millas) de profundidad. Esto lleva a un volumen de los océanos de Europa de 3 × 1018 m3 (3 mil millones de km3), un poco más del doble del volumen de los de la Tierra.

### Encélado

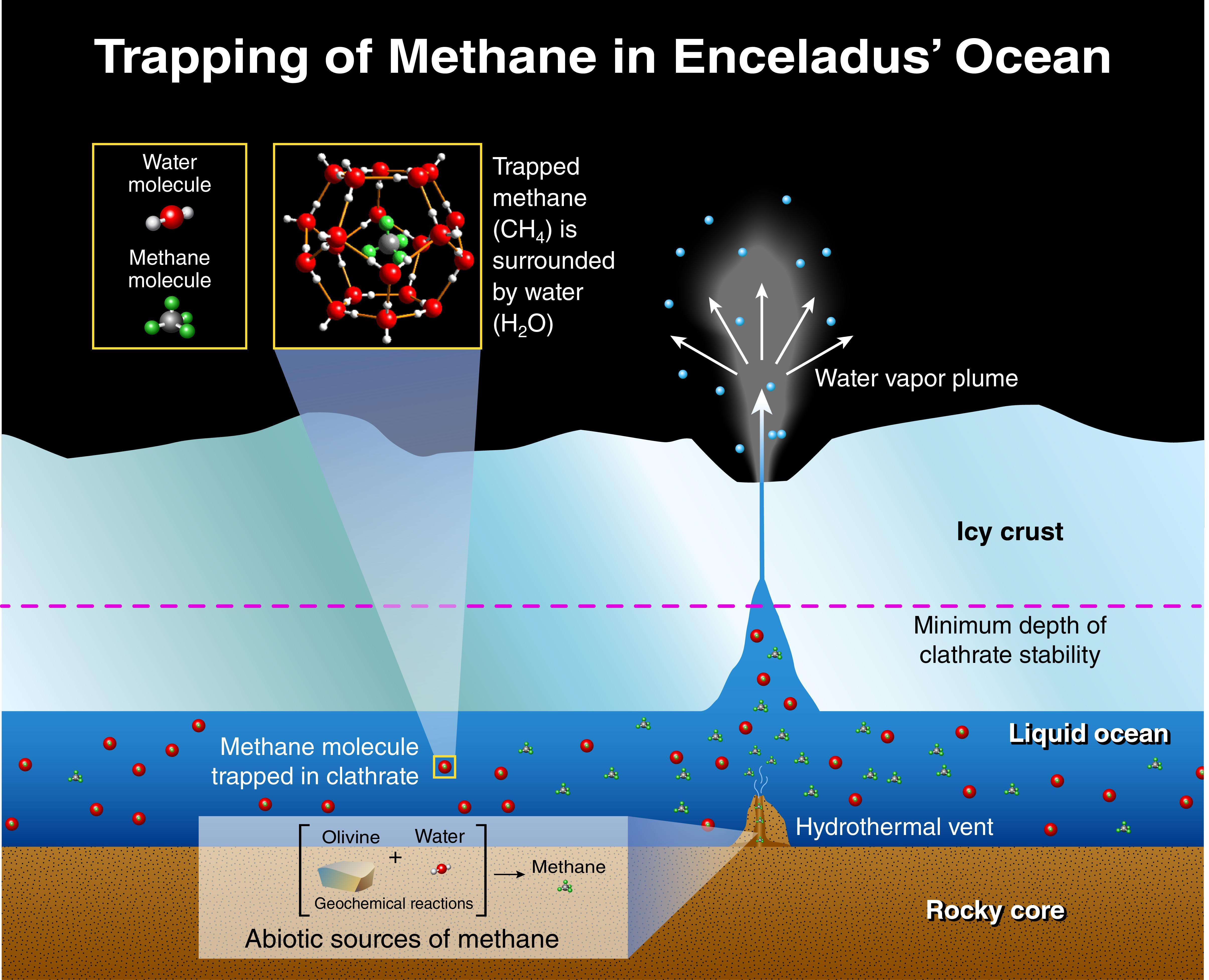
Supuesta estructura de Encélado.

Encélado, una luna de Saturno, posee géiseres de agua, confirmados por la nave espacial Cassini-Huygens en 2005 y analizados más profundamente en 2008. Los datos gravimétricos de los sobrevuelos de Cassini en diciembre de 2010 mostraron que Encélado probablemente tiene un océano subterráneo de agua debajo de su superficie congelada, pero en ese momento se pensó que el océano  estaba limitado al polo sur. La parte superior del océano probablemente se encuentra debajo de una gruesa plataforma de hielo de 30 a 40 kilómetros (18,6 a 24,9 mi). El océano puede que tenga 10 kilómetros (6,2 mi) de profundidad en el polo sur. Si bien anteriormente se creía que estaba localizado en una parte del hemisferio sur, la evidencia revelada en 2015 ahora sugiere que el océano subterráneo es de naturaleza global.
En abril de 2017 la NASA notificó que en la superficie del satélite existen géiseres y fumarolas que expulsan vapor de agua desde su océano. Según los científicos este vapor expulsaría elementos químicos entre los que se encuentra el hidrógeno, lo que haría factible la posibilidad de vida microbiana. El derretimiento del agua del océano y los géiseres parecen estar impulsados por la fuerza de las mareas de Saturno.
Las mediciones de la libración de Enceladus mientras orbita Saturno, sugieren que toda la corteza helada se separa del núcleo rocoso y, por lo tanto, que hay un océano global debajo de la superficie. La dimensión de la libración (0,120° ± 0,014°) implica que este océano global tiene entre 26 a 31 kilómetros (16,2 a 19,3 mi) de profundidad. En comparación, el océano de la Tierra tiene una profundidad promedio de 3,7 km.
Enceladus expulsa penachos de agua salada mezclada con granos de arena rica en sílice, nitrógeno (en amoníaco), y sustancias orgánicas, incluidas trazas de hidrocarburos simples como el metano (CH
4), propano (C
3H
8), acetileno (C
2H
2) y formaldehído (CH
2O), que son moléculas que contienen carbono. Esto indica que la actividad hidrotermal —una fuente de energía— puede estar operando en el océano subterráneo de Encélado. Los modelos indican que el gran núcleo rocoso es poroso, lo que permite que el agua fluya a través de él, transfiriendo calor y productos químicos. Fue confirmado por observaciones y otras investigaciones. Hidrógeno molecular (H
2), una fuente geoquímica de energía que puede ser metabolizada por microbios metanógenos para proporcionar energía para la vida, podría estar presente si, como sugieren los modelos, el océano salado de Encélado tiene un pH alcalino debido a la serpentinización de la roca condrítica.
En junio de 2023 un equipo internacional de investigadores encabezados por Frank Postberg de la Universidad Libre de Berlín informó en la revista Nature que, basándose en datos obtenidos por la sonda Cassini hasta el fin de su misión en 2017, se encontró presencia de fósforo en partículas de hielo expulsadas por los géiseres que emanan desde el océano subterráneo, en concentraciones que se estiman serían 100 veces más altas que en los océanos terrestres, elemento con el cual se reúnen todos los requisitos para que el satélite sea considerado como habitable.

### Ganímedes
Se teoriza que existe un océano salino subterráneo en Ganímedes, una luna de Júpiter, luego de la observación del Telescopio Espacial Hubble en 2015. Los patrones en los cinturones aurorales y el balanceo del campo magnético sugieren la presencia de un océano. Se estima que tiene 100 km de profundidad, con la superficie por debajo de una corteza de 150 km de hielo. En el año 2015 todavía no se había determinado con precisión la cantidad de agua en Ganímedes (1 a 33 veces más que en la Tierra).

### Ceres

Diagrama que muestra la posible estructura interna de Ceres

Ceres parece estar diferenciado en un núcleo rocoso y un manto helado, y puede tener un océano interno remanente de agua debajo de la capa de hielo. La superficie es probablemente una mezcla de hielo de agua y varios minerales hidratados como carbonatos y arcilla. En enero de 2014, se detectaron emisiones de vapor de agua en varias regiones de Ceres. Esto fue inesperado, porque los cuerpos grandes en el cinturón de asteroides normalmente no emiten vapor, un sello distintivo de los cometas. Ceres también presenta una montaña llamada Ahuna Mons que se cree que es un domo criovolcánico que facilita el movimiento del magma criovolcánico de alta viscosidad que consiste en hielo de agua suavizado por su contenido de sales.

### Gigantes de hielo
Se cree que los "gigantes de hielo" (a veces conocido como "gigantes de agua"), los planetas Urano y Neptuno, tienen un océano de agua supercrítica debajo de sus nubes, lo que representa aproximadamente dos tercios de su masa total, muy probablemente rodeando pequeños núcleos rocosos, aunque un estudio de 2006 realizado por Wiktorowicz e Ingersall descartó la posibilidad de que exista tal "océano" de agua en Neptuno. Se cree que este tipo de planeta es común en los sistemas planetarios extrasolares.

### Plutón
- Corteza de hielo de agua
- Océano de agua
- Núcleo de silicato

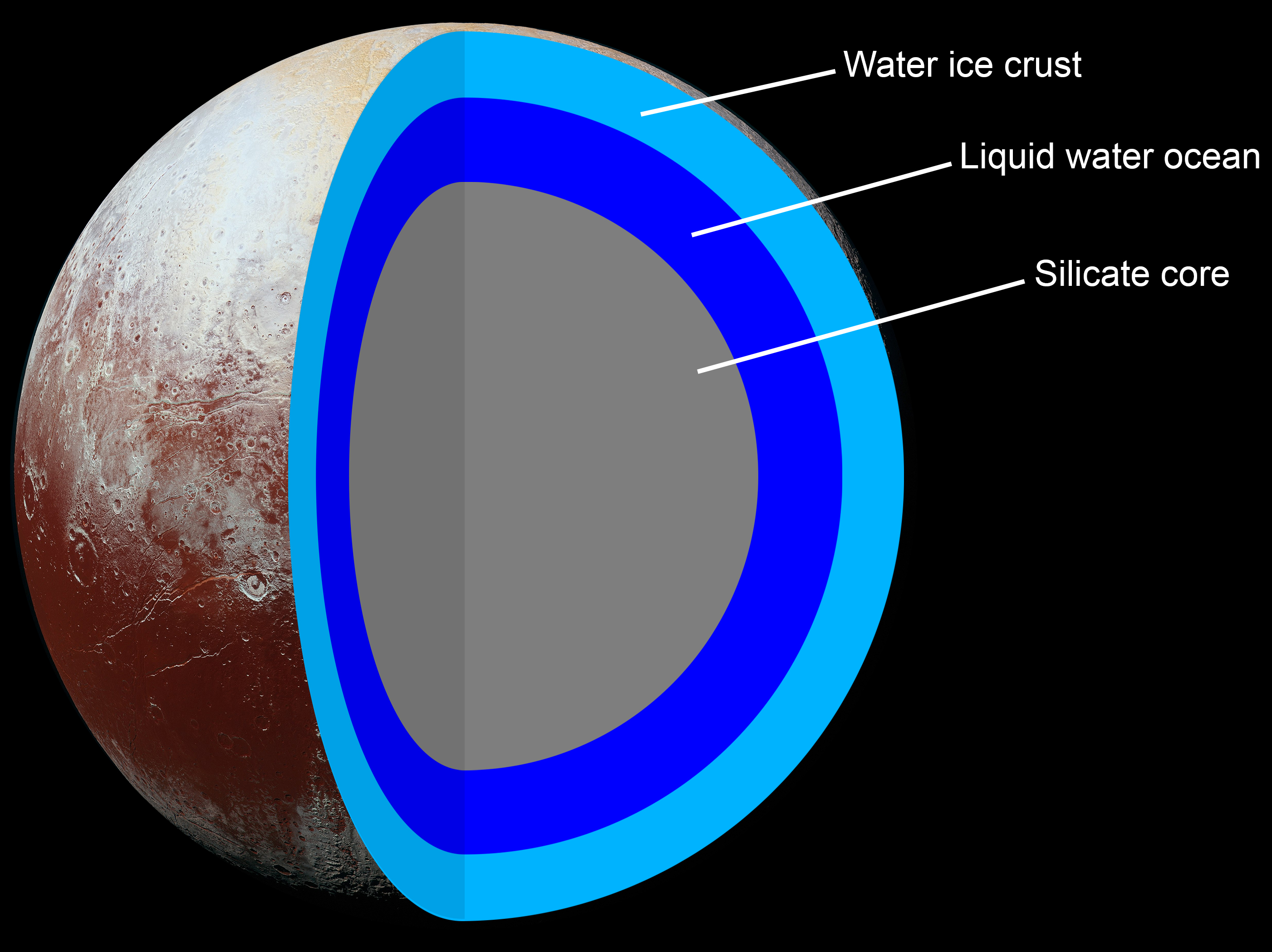
Modelo de la estructura interna de Plutón

Según el modelo actual de la estructura de Plutón, su interior se ha diferenciado en una estructura de núcleo-manto por el calor de los procesos de desintegración radiactiva. El núcleo es principalmente roca y mide el 70 % del diámetro de Plutón. Debajo de la superficie del hielo de nitrógeno dominante, el núcleo está envuelto por un manto de hielo de agua. En la zona de transición entre el núcleo y el manto, un océano extraterrestre global que aún puede existir hoy podría haberse formado como resultado de procesos de fusión internos.
En septiembre de 2016, científicos de la Universidad Brown simularon el impacto que se cree que formó la Sputnik Planitia en el planeta enano, y demostraron que podría haber sido el resultado de un afloramiento de agua líquida desde abajo después de la colisión, lo que implicaría la existencia de un océano subterráneo de al menos 100 km de profundidad. En marzo de 2022, concluyeron que los picos de Plutón son en realidad una fusión de "volcanes de hielo", lo que sugiere una fuente de calor en el cuerpo a niveles que antes se creían imposibles. En junio de 2020, los astrónomos reportaron evidencia de que el Plutón pudo haber tenido un océano subterráneo y, en consecuencia, pudo haber sido habitable cuando se formó por primera vez.

## Indicadores, métodos de detección y confirmación
La mayoría de los sistemas planetarios extrasolares conocidos parecen tener composiciones muy diferentes a las del Sistema Solar, aunque probablemente exista un sesgo de muestra que surja de los métodos de detección.

### Espectroscopia

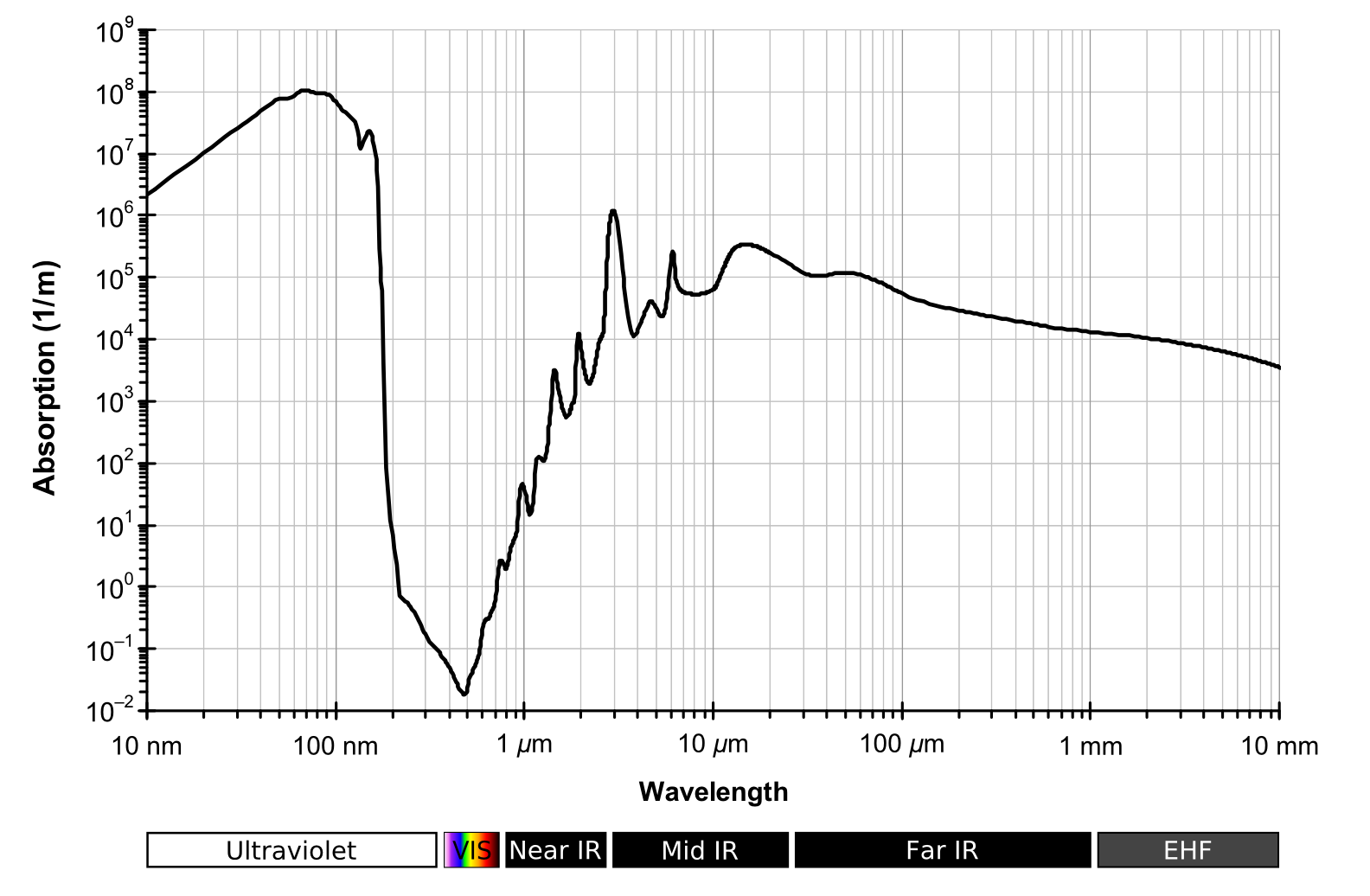
Espectro de absorción del agua

El agua tiene una firma espectroscópica de absorción distinta en comparación con otros estados del agua debido al estado de sus enlaces de hidrógeno. Sin embargo, a pesar de la confirmación de vapor de agua y hielo extraterrestres, la firma espectral del agua aún no se ha confirmado fuera de la Tierra. Las firmas del agua superficial en los planetas terrestres pueden ser indetectables a través de atmósferas espesas a lo largo de las vastas distancias del espacio utilizando la tecnología actual.

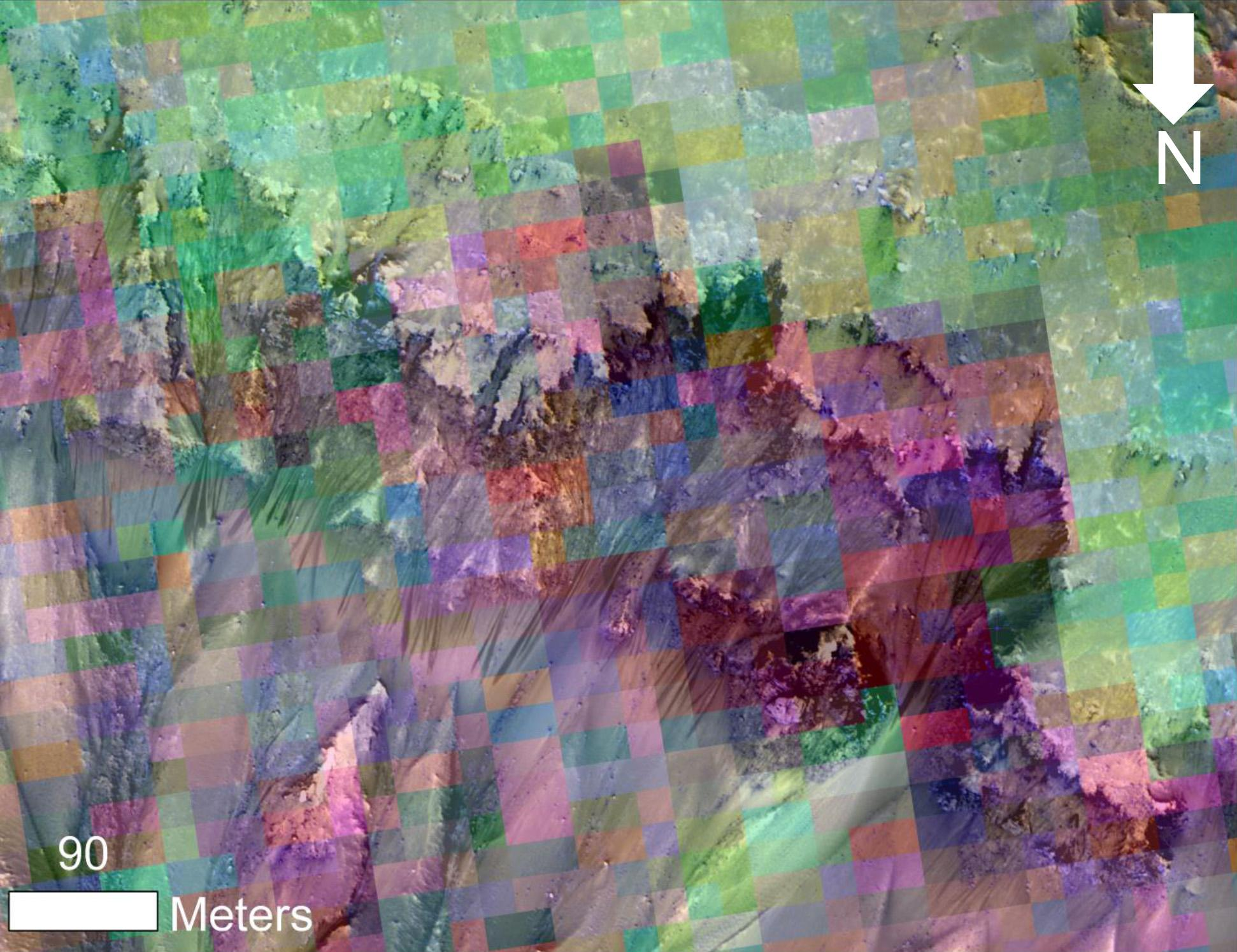
No se ha detectado agua en el análisis espectroscópico de presuntos flujos marcianos estacionales.

Los flujos estacionales en las cálidas laderas marcianas, aunque fuertemente sugestivos de agua salada, aún tienen que indicar esto en el análisis espectroscópico.
El vapor de agua se ha confirmado en numerosos objetos mediante espectroscopia, aunque por sí solo no confirma la presencia de agua. Sin embargo, cuando se combina con otras observaciones, se puede inferir la posibilidad. Por ejemplo, la densidad de GJ 1214 b sugeriría que una gran fracción de su masa es agua y la detección de seguimiento por parte del telescopio Hubble de la presencia de vapor de agua sugiere fuertemente que materiales exóticos como 'hielo caliente' o 'agua superfluida' puede estar presente.

### Campos magnéticos
Para las lunas jovianas Ganímedes y Europa, la existencia de un océano bajo el hielo se infiere de las mediciones del campo magnético de Júpiter. Dado que los conductores que se mueven a través de un campo magnético producen un campo contraelectromotriz, la presencia de agua debajo de la superficie se dedujo del cambio en el campo magnético cuando la luna pasó del hemisferio magnético norte al sur de Júpiter.

### Indicadores geológicos
Thomas Gold ha postulado que muchos cuerpos del sistema solar podrían contener agua subterránea debajo de la superficie.
Se cree que puede existir agua en el subsuelo marciano. Las investigaciones sugieren que en el pasado fluía agua en la superficie, creando grandes áreas similares a los océanos de la Tierra. Sin embargo, la pregunta sigue siendo adónde se ha ido el agua. Hay una serie de pruebas directas e indirectas de la presencia de agua sobre o debajo de la superficie, por ejemplo, lechos de arroyos, casquetes polares, medidas espectroscópicas, cráteres erosionados o minerales directamente relacionados con la existencia de agua (como la goethita). En un artículo en el Journal of Geophysical Research, los científicos estudiaron el lago Vostok en la Antártida y descubrieron que puede tener implicaciones para el agua que aún se encuentra en Marte. A través de su investigación, los científicos llegaron a la conclusión de que si el lago Vostok existía antes de que comenzara la glaciación perenne, es probable que el lago no se congelara hasta el fondo. Debido a esta hipótesis, los científicos dicen que si el agua hubiera existido antes de los casquetes polares en Marte, es probable que todavía haya agua debajo de los casquetes polares que incluso puede contener evidencia de vida.
El terreno chaos, una característica común en la superficie de Europa, es interpretado por algunos como una región donde el océano subterráneo se ha derretido a través de la corteza helada.

### Observación volcánica

Un posible mecanismo para el criovulcanismo en cuerpos como Enceladus

Se han encontrado géiseres en Encélado y Europa. Estos contienen vapor de agua y podrían ser indicadores de agua más profunda. También podría ser solo hielo. En junio de 2009, se presentaron pruebas de la existencia de océanos subterráneos salados en Encélado. El 3 de abril de 2014, la NASA confirmó la evidencia sobre la base de observaciones de la nave espacial Cassini. Según los científicos, las pruebas de un océano subterráneo sugieren que  Enceladus es uno de los lugares más probables del sistema solar para "albergar vida microbiana". Se han detectado emisiones de vapor de agua de varias regiones del planeta enano Ceres, combinadas con evidencia de actividad criovolcánica en curso.

### Evidencia gravitacional

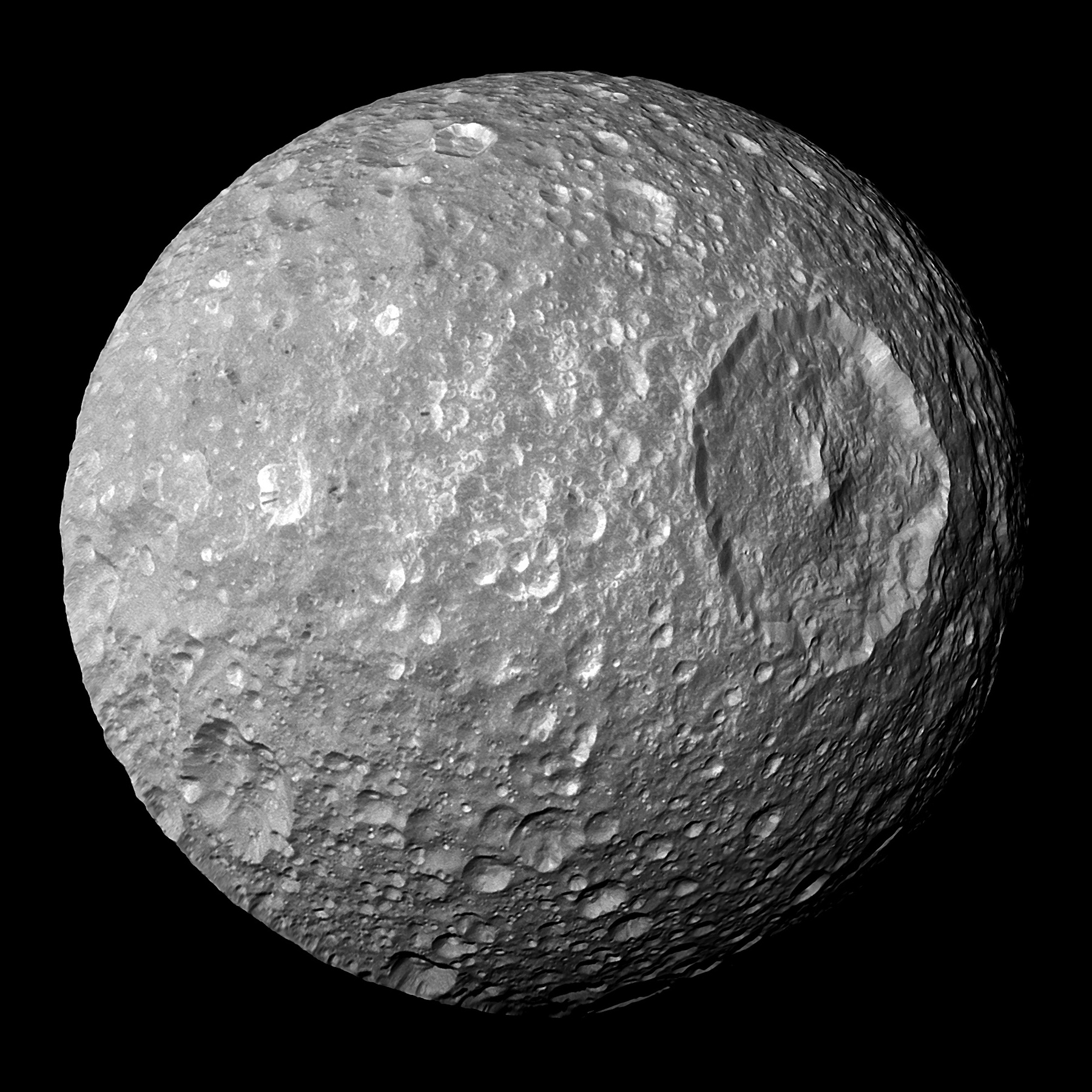
La pequeña luna Mimas de Saturno, el cuerpo redondo más pequeño del sistema solar, puede ser una nueva clase de "mundo oceánico sigiloso"

El consenso de los científicos es que existe una capa de agua debajo de la superficie de Europa y que la energía térmica de la flexión de las mareas permite que el océano subterráneo permanezca líquido. Los primeros indicios de un océano subterráneo provinieron de consideraciones teóricas del calentamiento de las mareas (una consecuencia de la órbita ligeramente excéntrica de Europa y la resonancia orbital con las otras lunas galileanas).
Los científicos utilizaron mediciones gravitatorias de la nave espacial Cassini para confirmar un océano de agua debajo de la corteza de Encélado. Estos modelos de mareas se han utilizado como teorías para las capas de agua en otras lunas del Sistema Solar. Según al menos un estudio gravitatorio sobre los datos de Cassini, Dione tiene un océano 100 km por debajo de la superficie.
Las anomalías en la libración orbital de la luna Mimas de Saturno combinadas con modelos de mecánica de mareas llevaron a los científicos en 2022 a proponer que alberga un océano interno. El hallazgo ha sorprendido a muchos que creían que no era posible encontrar algo así en el cuerpo redondo más pequeño del sistema solar, que anteriormente se creía que estaba congelado, y ha llevado a la clasificación de un nuevo tipo de "mundo oceánico sigiloso".

### Radio de penetración terrestre

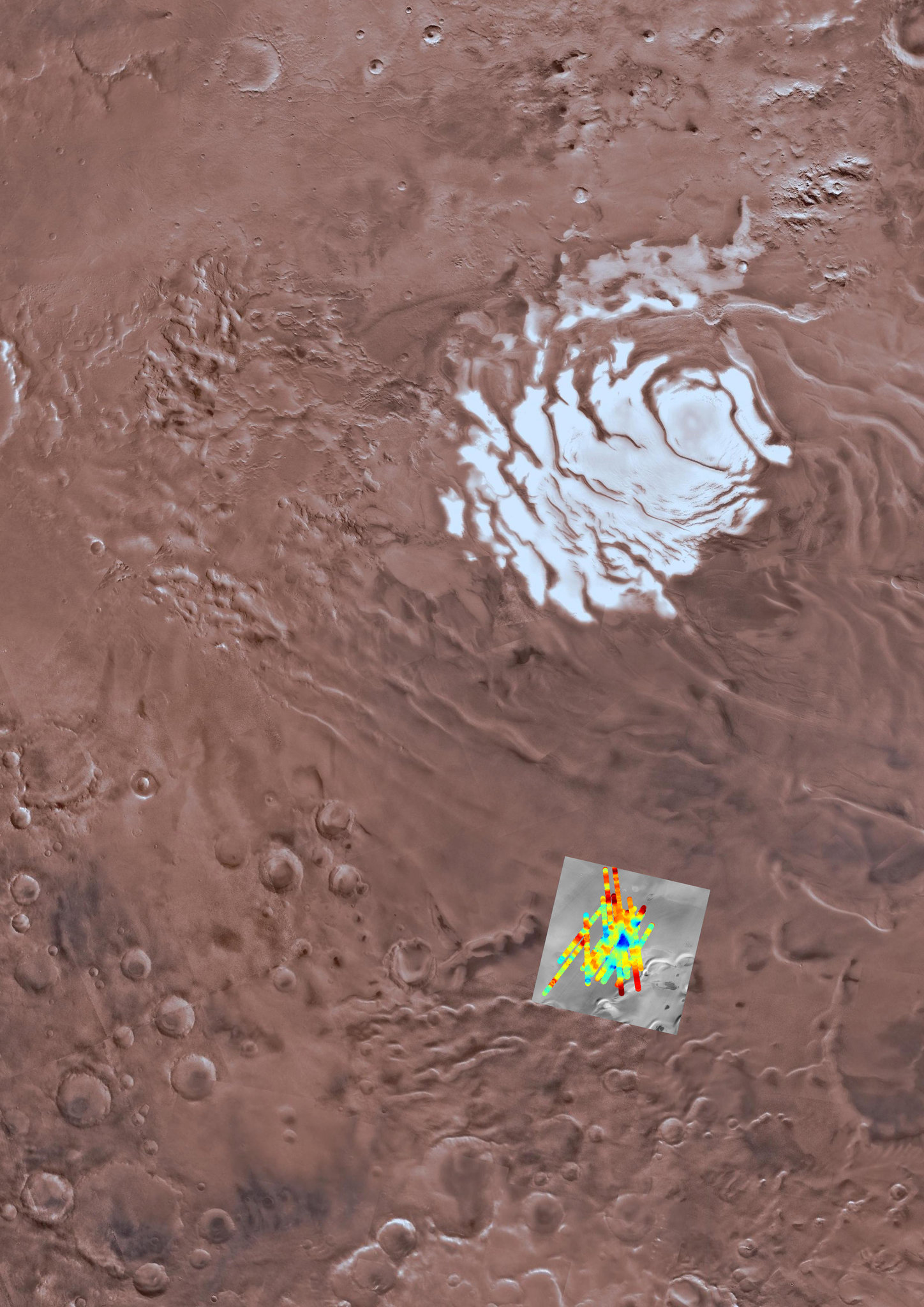
Sitio del cuerpo de agua subglacial marciano del polo sur (informado en julio de 2018)

Los científicos han detectado agua usando señales de radio. El instrumento de detección y alcance por radio (RADAR) de la sonda Cassini se utilizó para detectar la existencia de una capa de agua y amoníaco debajo de la superficie de la luna Titán de Saturno que son consistentes con los cálculos de la densidad del satélite. Los datos de radar de penetración terrestre y permitividad dieléctrica del instrumento MARSIS en Mars Express indican un cuerpo estable de agua salada de 20 km de ancho en la región Planum Australe del planeta Marte.

### Cálculo de densidad
Los científicos planetarios pueden usar cálculos de densidad para determinar la composición de los planetas y su potencial para poseer agua, aunque el método no es muy preciso ya que la combinación de muchos compuestos y estados puede producir densidades similares.

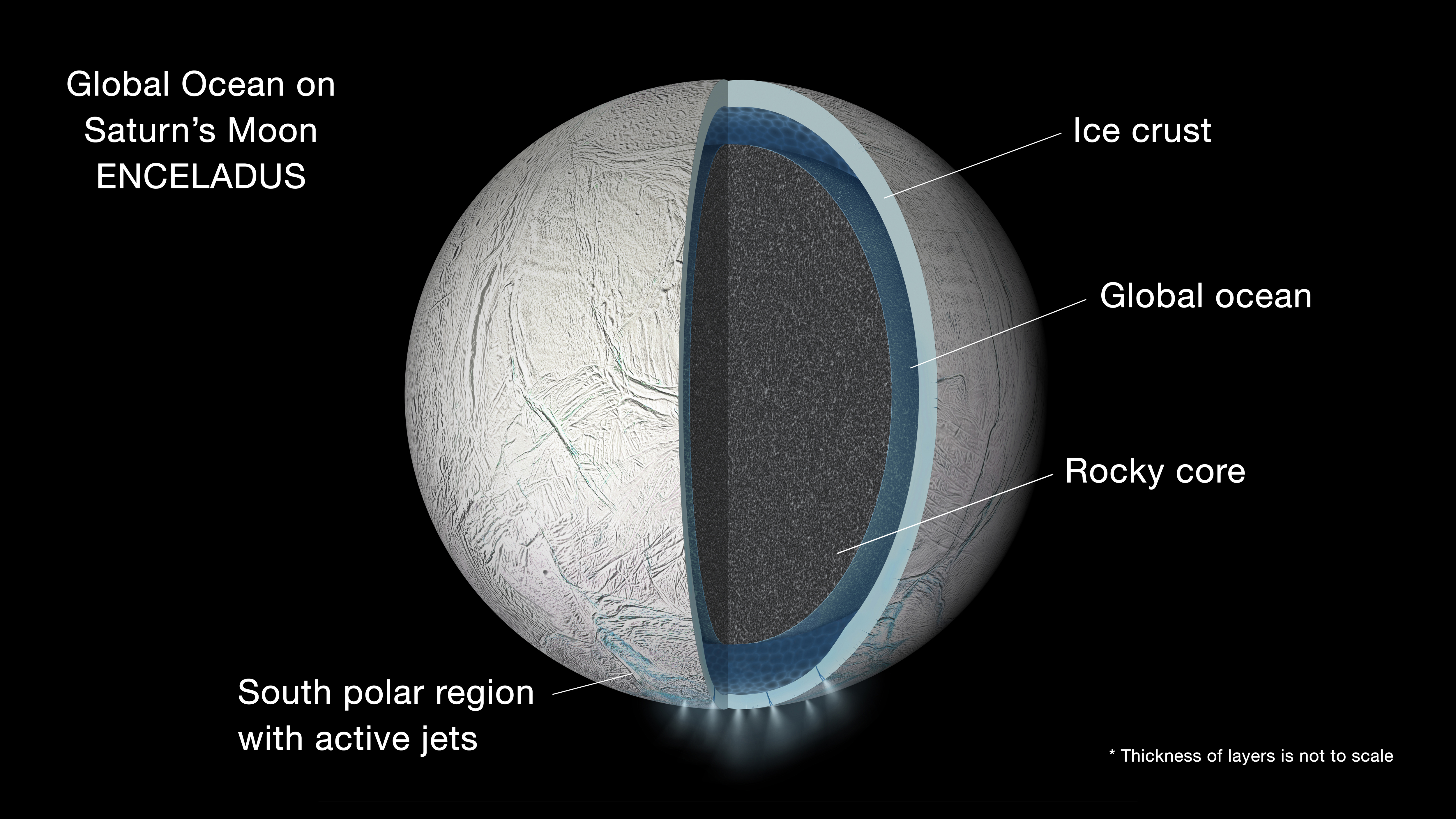
La concepción de los artistas del océano de agua subterránea confirmada en Encélado.

Los modelos de la densidad de Titán indican la presencia de una capa subsuperficial del océano. Estimaciones de densidad similares son fuertes indicadores de un océano subterráneo en Encélado.
El análisis inicial de la baja densidad de 55 Cancri e indicó que consistía en un 30 % de fluido supercrítico que, según Diana Valencia, del Instituto Tecnológico de Massachusetts, podría estar en forma de agua supercrítica salada, aunque el análisis de seguimiento de su tránsito falló en detectar rastros de agua o hidrógeno.
GJ 1214 b fue el segundo exoplaneta (después de CoRoT-7b) en tener una masa y un radio establecidos menores que los de los planetas gigantes del Sistema Solar. Es tres veces el tamaño de la Tierra y unas 6,5 veces más masivo. Su baja densidad indicó que es probable que sea una mezcla de roca y agua, y las observaciones de seguimiento con el telescopio Hubble ahora parecen confirmar que una gran fracción de su masa es agua, por lo que es un gran mundo acuático. Las altas temperaturas y presiones formarían materiales exóticos como 'hielo caliente' o 'agua superfluida'.

### Modelos de desintegración radiactiva
Los modelos de retención de calor y calentamiento a través de la desintegración radiactiva en cuerpos helados más pequeños del sistema solar sugieren que Rhea, Titania, Oberón, Tritón, Plutón, Eris, Sedna y Orcus pueden tener océanos debajo de costras heladas sólidas de aproximadamente 100 km de espesor. De particular interés en estos casos es el hecho de que los modelos indican que las capas líquidas están en contacto directo con el núcleo rocoso, lo que permite una mezcla eficiente de minerales y sales en el agua. Esto contrasta con los océanos que pueden estar dentro de satélites helados más grandes como Ganímedes, Calisto o Titán, donde se cree que las capas de fases de hielo de alta presión subyacen a la capa de agua.
Los modelos de desintegración radiactiva sugieren que MOA-2007-BLG-192Lb, un pequeño planeta que orbita alrededor de una pequeña estrella, podría ser tan cálido como la Tierra y estar completamente cubierto por un océano muy profundo.

### Modelos de diferenciación interna

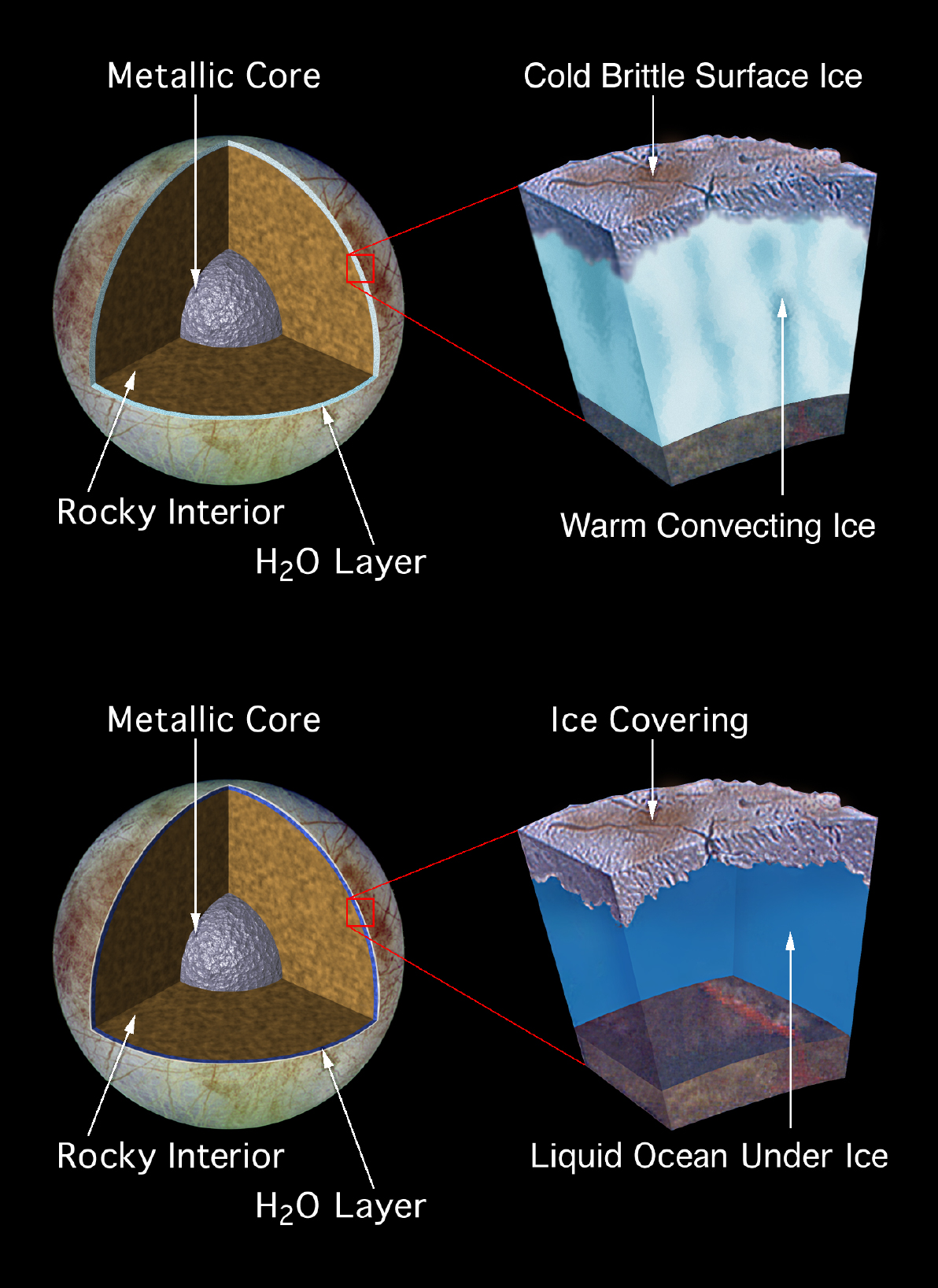
Dos modelos para la composición de Europa sugieren un gran océano subterráneo de agua. Se han propuesto modelos similares para otros cuerpos celestes del Sistema Solar.

Los modelos de objetos del sistema solar indican la presencia de agua en su diferenciación interna.
Algunos modelos del planeta enano Ceres, el objeto más grande del cinturón de asteroides, indican la posibilidad de una capa interior húmeda. El vapor de agua detectado como emitido por el planeta enano puede ser un indicador, a través de la sublimación del hielo superficial.
Se cree que una capa global de agua lo suficientemente gruesa como para desacoplar la corteza del manto está presente en Titán, Europa y, con menos certeza, Calisto, Ganímedes y Tritón. Otras lunas heladas también pueden tener océanos internos, o alguna vez tuvieron océanos internos que ahora se han congelado.

### Zona habitable

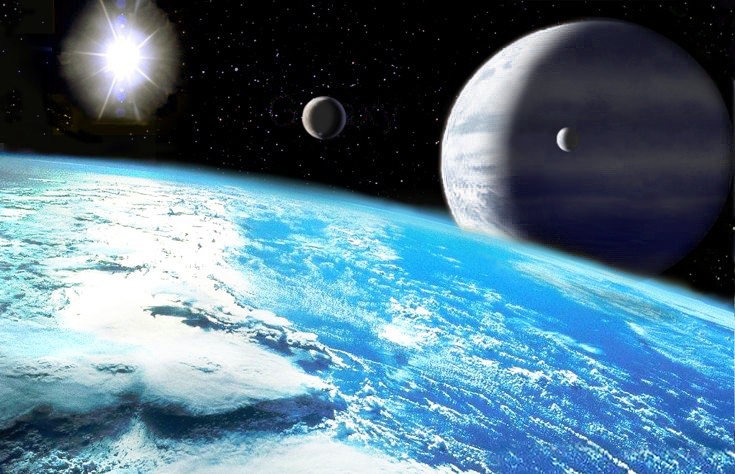
Impresión artística de un planeta de clase II con nubes de vapor de agua, visto desde una gran luna hipotética con agua en la superficie.

La órbita de un planeta en la zona habitable circunestelar es un método popular utilizado para predecir el potencial de agua superficial en su superficie. La teoría de la zona habitable ha presentado varios candidatos extrasolares para agua, aunque son altamente especulativos ya que la órbita de un planeta alrededor de una estrella por sí sola no garantiza que un planeta tenga agua. Además de su órbita, un objeto de masa planetaria debe tener el potencial de presión atmosférica suficiente para soportar agua y un suministro suficiente de hidrógeno y oxígeno en su superficie o cerca de ella.
El sistema planetario Gliese 581 tiene varios planetas que pueden ser candidatos para aguas superficiales, incluido Gliese 581c, Gliese 581d, que podría ser lo suficientemente cálido para los océanos si estuviera operando un efecto invernadero, y Gliese 581e.
Gliese 667 C tiene tres de ellos en la zona habitable, incluido Gliese 667 Cc, que se estima que tiene temperaturas superficiales similares a las de la Tierra y una gran probabilidad de agua.
Kepler-22b, uno de los primeros 54 candidatos encontrados por el telescopio Kepler y reportado, tiene 2,4 veces el tamaño de la Tierra, con una temperatura estimada de 22 °C Se describe que tiene potencial para formar agua superficial, aunque actualmente se desconoce su composición.
Entre los 1235 posibles candidatos a planetas extrasolares detectados por el telescopio espacial Kepler de búsqueda de planetas de la NASA durante sus primeros cuatro meses de funcionamiento, 54 están orbitando en la zona habitable de la estrella madre, donde podría existir agua. Cinco de estos son casi del tamaño de la Tierra.
El 6 de enero de 2015, la NASA anunció nuevas observaciones realizadas entre mayo de 2009 y abril de 2013, que incluyeron ocho candidatos de entre una y dos veces el tamaño de la Tierra, orbitando en una zona habitable. De estos ocho, seis orbitan estrellas que son similares al Sol en tamaño y temperatura. Se descubrió que tres de los exoplanetas recientemente confirmados orbitan dentro de zonas habitables de estrellas similares al Sol : dos de los tres, Kepler-438b y Kepler-442b, son del tamaño de la Tierra y probablemente rocosos; el tercero, Kepler-440b, es una supertierra.

### Discos circunestelares ricos en agua
Mucho antes del descubrimiento de agua en asteroides, cometas y planetas enanos más allá de Neptuno, se pensaba que los discos circunestelares del Sistema Solar, más allá de la línea de nieve, incluido el cinturón de asteroides y el cinturón de Kuiper, contenían grandes cantidades de agua y se creía que estos ser el Origen del agua en la Tierra. Dado que se cree que muchos tipos de estrellas expulsan volátiles del sistema a través del efecto de fotoevaporación, el contenido de agua en los discos circunestelares y el material rocoso en otros sistemas planetarios son muy buenos indicadores del potencial de agua de un sistema planetario y un potencial para la química orgánica, especialmente si se detecta dentro de las regiones de formación del planeta o la zona habitable. Para ello se pueden utilizar técnicas como la interferometría.
En 2007, se encontró un disco de este tipo en la zona habitable de MWC 480. En 2008, se encontró otro alrededor de la estrella AA Tauri. En 2009, se descubrió un disco similar alrededor de la joven estrella HD 142527.
En 2013, se observó un disco de escombros rico en agua alrededor de GD 61 acompañado de un objeto rocoso confirmado que consta de magnesio, silicio, hierro y oxígeno. El mismo año, se detectó otro disco rico en agua alrededor de HD 100546 que tiene hielos cerca de la estrella.
Por supuesto, no hay garantía de que se encontrarán las otras condiciones que permiten que el agua esté presente en una superficie planetaria. En caso de que haya objetos de masa planetaria, un solo planeta gigante gaseoso, con o sin lunas de masa planetaria, orbitando cerca de la zona habitable circunestelar, podría evitar que se den las condiciones necesarias en el sistema. Sin embargo, significaría que los objetos de masa planetaria, como los cuerpos helados del sistema solar, podrían tener abundantes cantidades de líquido en su interior.

### Historia
Los mares lunares son vastas llanuras basálticas en la Luna que los primeros astrónomos pensaban que eran cuerpos de agua, quienes se referían a ellos como "mares". Galileo expresó algunas dudas sobre los 'mares' lunares en su Diálogo sobre los dos principales sistemas mundiales.
Antes de que aterrizaran las sondas espaciales, la idea de los océanos en Venus era ciencia creíble, pero se descubrió que el planeta estaba demasiado caliente.
Las observaciones telescópicas desde la época de Galileo en adelante han demostrado que Marte no tiene características que se parezcan a los océanos acuosos. La sequedad de Marte fue reconocida durante mucho tiempo, y dio credibilidad a los falsos canales marcianos.

### Agua antigua en Venus
El Instituto Goddard de Estudios Espaciales de la NASA y otros han postulado que Venus pudo haber tenido un océano poco profundo en el pasado por hasta 2 mil millones de años, con tanta agua como Tierra. Dependiendo de los parámetros utilizados en su modelo teórico, el agua podría haberse evaporado hace tan solo 715 millones de años. Actualmente, el agua detectada en Venus se encuentra en forma de una pequeña cantidad de vapor atmosférico (20 ppm). El hidrógeno, un componente del agua, todavía se está perdiendo en el espacio según lo detectado por la nave espacial Venus Express de la ESA.

### Evidencia de agua superficial en el pasado
Suponiendo que la teoría del gran impacto sea correcta, nunca hubo mares u océanos reales en la Luna, solo quizás un poco de humedad (líquida o hielo) en algunos lugares, cuando la Luna tenía una atmósfera delgada creada por la desgasificación de volcanes o impactos de cuerpos helados.
La sonda espacial Dawn encontró posible evidencia de flujo de agua en el pasado en el asteroide Vesta, lo que lleva a la especulación de depósitos subterráneos de agua helada.
Los astrónomos especulan que Venus tenía agua y quizás océanos en su historia muy temprana. Dado que Venus ha sido completamente modificado por su propia geología activa, la idea de un océano primitivo es difícil de probar. Las muestras de rocas pueden algún día dar la respuesta.
Alguna vez se pensó que Marte podría haberse secado a partir de algo más parecido a la Tierra. El descubrimiento inicial de una superficie con cráteres hizo que esto pareciera poco probable, pero más evidencia ha cambiado esta opinión. El agua pudo haber existido en la superficie de Marte en el pasado lejano, y se han propuesto varias cuencas en Marte como lechos marinos secos. El más grande es Vastitas Borealis; otros incluyen Hellas Planitia y Argyre Planitia.
Actualmente hay muchos debates sobre si Marte alguna vez tuvo un océano de agua en su hemisferio norte, y sobre qué le sucedió si lo tuvo. Los hallazgos de la misión Mars Exploration Rover indican que tenía agua estancada a largo plazo en al menos un lugar, pero se desconoce su extensión. El rover Opportunity Mars fotografió vetas brillantes de un mineral que condujo a la confirmación concluyente de la deposición por agua.
El 9 de diciembre de 2013, la NASA informó que el planeta Marte tenía un gran lago de agua dulce (que podría haber sido un ambiente hospitalario para la vida microbiana) según la evidencia del rover Curiosity que estudiaba Aeolis Palus cerca del Monte Sharp en el cráter Gale.

### Agua en cometas y asteroides
Los cometas contienen grandes proporciones de hielo, pero por lo general se piensa que están completamente congelados debido a su pequeño tamaño y su gran distancia del Sol. Sin embargo, los estudios sobre el polvo recolectado del cometa Wild-2 muestran evidencia de agua dentro del cometa en algún momento del pasado. Todavía no está claro qué fuente de calor pudo haber causado el derretimiento de parte del hielo de agua del cometa.
Sin embargo, el 10 de diciembre de 2014, los científicos informaron que la composición del vapor de agua del cometa Churyumov-Gerasimenko, determinada por la nave espacial Rosetta, es sustancialmente diferente de la que se encuentra en la Tierra. Es decir, se determinó que la proporción de deuterio a hidrógeno en el agua del cometa era tres veces la encontrada para el agua terrestre. Esto hace que sea muy poco probable que el agua que se encuentra en la Tierra provenga de cometas como el cometa Churyumov-Gerasimenko según los científicos.
El asteroide 24 Themis fue el primero donde se confirmó la existencia de agua, incluido líquido presurizado por medios no atmosféricos, disuelta en mineral a través de radiación ionizante. También se ha encontrado que el agua fluye en el gran asteroide 4 Vesta, calentado a través de impactos periódicos.

### Candidatos en la zona habitable extrasolar

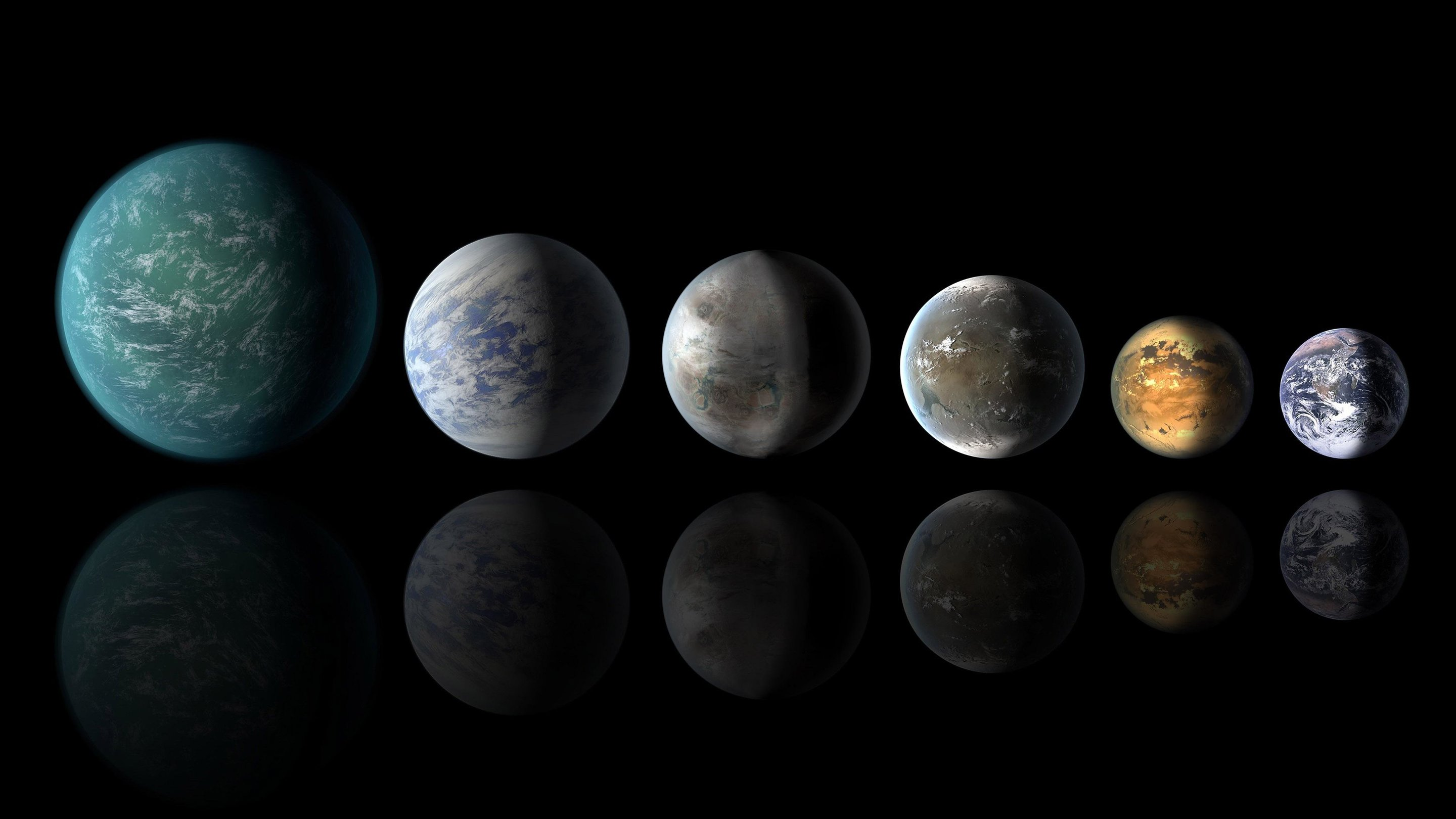

La mayoría de los sistemas planetarios extrasolares conocidos parecen tener composiciones muy diferentes en comparación con la del sistema solar, aunque puede haber un sesgo muestral que surja de los métodos de detección.
El objetivo de las búsquedas actuales es encontrar planetas del tamaño de la Tierra en la zona habitable de sus sistemas planetarios (a veces también llamada zona de habitabilidad. Los planetas con océanos podrían incluir lunas del tamaño de la Tierra de planetas gigantes, aunque sigue siendo especulativo si tales satélites realmente existen. Se especula que los planetas rocosos que albergan agua pueden ser comunes en toda la Vía Láctea.
En julio de 2022, se detectó agua en el exoplaneta WASP-96b sobre la base de estudios de espectro con el Telescopio Espacial James Webb. En agosto de 2022, se detectó agua en el exoplaneta TOI-1452 b según estudios con datos del Transiting Exoplanet Survey Satellite (TESS).